# District de Lucknow
Le district de Lucknow (en hindi : लखनऊ ज़िला, en ourdou : لکھنؤ ضلع) est l'un des districts de l'État de l'Uttar Pradesh en Inde.

## Description
Sa capitale est la ville de Lucknow. 
La superficie est de 2 528 km2 et la population était en 2011 de 4 588 455 habitants.